# Портрет на Пиетро Бембо
„Портрет на Пиетро Бембо“ е картина на италианския художник Рафаело Санцио от 1504 – 1506 г. Картината (54×39 cm) се съхранява в Музея за изящни изкуства в Будапеща, Унгария. Използваната техника е маслени бои върхи дърво.

## История
За известен период от време картината е смятана за ранен автопортрет на художника и дори за портрет на Рафаело, нарисуван от Бернардино Луини.
Картината  се свързва често с портрета на Пиетро Бембо, направен от Рафаело. Портретът е споменат в писмо от 1530 г. на венецианския патриций и колекционер на изкуство Маркантонио Микиел. Микиел споменава картината сред творбите, които е видял в къщата на Бембо в Падуа. Нарисуваният в младежка възраст Бембо става една от водещите фигури на ренесансовия литературен живот, главно с поемите си, написани в стила на Петрарка. По-късно става и кардинал от римокатолическата църква.
Не е сигурно обаче, че представеното лице е Пиетро Бембо. Липсата на прилика на това изображение с онези, които се смятат за сигурни, по-специално с носа, води до предложението за други лица, включително за Аньоло Дони, чийто портрет Рафаело рисува по същото време. В биография на Бембо от 2004 г. Карол Кидуел пише, че лицето „изглежда като щастлив придворен, но не като човек, който е направил история, защото носи червена барета, докато венецианските благородници са я носили в черно“.
- Потрет на Аньоло Дони (1506), Рафаел.
- Пиетро Бембо (1539-1540), Тициан.
- Пиетро Бембо (1545-1546), Тициан.

Картината е била част от Колекция „Естерхази“ и постъпва в Музея за изящни изкуства в Будапеща през 1820 г. като една от 700-те картини от придобитата колекция „Естерхази“. Първоначално е приписвана на Бернардино Луини. През 1884 г. Виардо е първият, който приписва картината на Рафаел, последван от Йохан Давид Пасавант, Джовани Морели (1886) и Ференц Пулски (1896). Съвременната критика се счита за творба на Рафаело, но с известни резерви, по-специално тези на Бернард Беренсон, Серджо Ортолани и Франческо Брицио, с датировка около 1504 г. или много близък период. Картината е нарисувана в Урбино някъде в периода 1504 – 1506 г. Тази ранна творба е от времето на преместването на автора от родния урбински район във Флоренция.

## Описание
Персонажът е представен в три четвърти бюст отвъд парапет с фламандско вдъхновение в стил Перуджино. Парапетът е мотив, който има известен успех от средата на XV век, въведен е от Ян ван Ейк и е възприет в Италия от много художници. Неговата полезност е да разграничи пространството на картината и реалното пространство на наблюдателя, като прави изрязването на средната фигура по-правдоподобно.  
Персонажът се взира в зрителя с лека усмивка. За да се покажат ръцете на парапета, фигурата извива ръката си по неестествен начин, а в дясната си ръка държи малък навит лист (като в Портрет на Перуджино). Носи червена шапка, която остава пусната дългата му коса, обрамчваща лицето му. Облечен е в черна пелерина върху червена блуза и бяла риза, която леко излиза от яката. Той е изобразен на фона на мекия, хълмист ландшафт на Умбрия: криволичещ път, малко езеро, отдясно замък, кацнал на хълм, а отляво хълмове, изчезващи в далечината под ясно небе. 
Физическите детайли, дори естетически несъвършените, са третирани от художника с изтънчена предметност, която не уронва достойнството на героя.